# Cimetière de Pennesières
Le cimetière de Pennesières est un monument situé dans la commune de Pennesières dans le département français de la Haute-Saône.
Il fait l’objet d’une inscription au titre des monuments historiques depuis le 3 août 2004.

## Histoire
Le cimetière est bâti en 1822 par l'architecte René Attiret un peu à l'écart de la commune, selon les recommandations du temps. Du fait de sa construction tardive, il s'agit de l'un des rares cimetières circulaires de France. Il comporte un porche du côté sud, comprenant deux chapelles.